# Pelosia infumata
Pelosia infumata là một loài bướm đêm thuộc phân họ Arctiinae, họ Erebidae.